# Do Right Woman - Do Right Man
Do Right Woman, Do Right Man (o anche Do Right Woman — Do Right Man) è una canzone di Aretha Franklin pubblicata nel marzo del 1967 come lato B del singolo I Never Loved a Man the Way I Love You. Passò ben 11 settimane nelle classifiche di vendita, al numero 9 ed è uno dei brani più apprezzati dell'artista afro. Occupa la posizione numero 476 della lista delle 500 migliori canzoni della storia redatta dalla rivista inglese Rolling Stone.

## Produzione
Do Right Woman, Do Right Man fu composta da Chips Moman e Dan Penn e prodotta da Jerry Wexler, che la considera come la "perfezione".
La sua registrazione fu lunga e travagliata: Franklin iniziò a registrarla nel 1967 a Muscle Shoals dopo aver completato I Never Loved a Man (The Way I Love You) ma una notte, mentre ella si stava prendendo una pausa in un motel, il suo marito di allora e il manager Ted White iniziarono a fare una rissa con il proprietario della FAME Studios Rick Hall o Wexler, che White incolpò di aver ottenuto dei "rednecks" per lavorare con lei.
Così la mattina seguente, si scoprì che Franklin e White avevano lasciato la canzone incompiuta. Allora la cantante, abbattuta e snervata da queste discussioni, sparì per settimane per poi ricomparire a New York, dove decise di finire il brano con il supporto delle sue sorelle Carolyn e Erma.

## Analisi
Le peculiarità del singolo sono: 

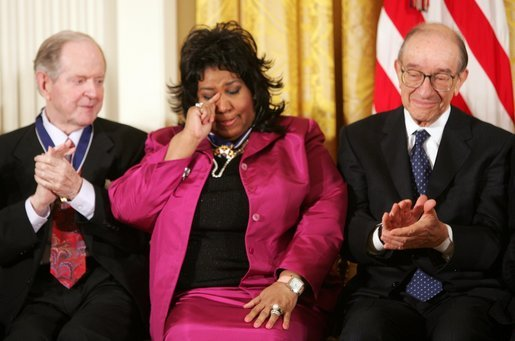
Aretha Franklin (qui nel 2008 accanto a Robert Conquest, a sinistra, e ad Alan Greenspan per essere premiata con la Medaglia presidenziale della libertà) scomparve per settimane durante la registrazione

- il cantato di Aretha che all'inizio del pezzo ha una tonalità di voce ispirata al gospel, che poi ritorna verso il bridge;
- il fatto che l'artista suoni ben due strumenti, il pianoforte e l'organo che sono stati sovraincisi;
- l'incredibile somiglianza del finale con quello di Respect di Otis Redding.

Secondo Bill Janovitz di AllMusic in Do Right Woman, Do Right Man vi è un grande contrasto fra il potere della tentazione e i premi di fedeltà. Egli osserva che la sua melodia è "rilassante". Patricia Hill Collins scrive che la canzone ha un messaggio femminista che invita gli afroamericani maschi a rispettare le donne, a considerarle come propri pari, e che li spinge a non seguire più la credenza allora comune che il nostro è "un mondo di uomini" in cui la figura femminile può essere liberamente usata e abusata. L'uomo, come riporta Collins, deve infatti essere fedele, responsabile, e "sessualmente espressivo".

## Cover
Pur essendo fortemente ispirata alla musica soul la canzone è stata ripresa da vari artisti in stili musicali diversi. Tante cover sono state realizzate da cantanti della musica country, tra cui The Flying Burrito Brothers che nel 1969 ne hanno fatto una cover di genere chiamato "country-soul waltz".
Da notare anche Barbara Mandrell che nel 1971 con la sua versione, pubblicata come singolo, è arrivata al 17º posto nella classifica country di Billboard.
Oltre ai già citati, una cover del brano ne hanno fatta tanti altri artisti, tra i quali (in ordine alfabetico):
- Brenda Lee (nell'album Memphis Portrait del 1970)
- Cher (nell'album 3614 Jackson Highway del 1969)
- Dionne Warwick (nell'album Soulful del 1969)
- Elkie Brooks (nell'album Two Day Away del 1977)
- Etta James (incisa nel novembre 1967 e pubblicata nelle varie raccolte)
- Joan Baez (nell'album Carry It On del 1971)
- Joe Cocker (dal vivo nell'album Joe Cocker del 1972)
- Joe Tex (nell'album Live and Lively del 1968)
- Kitty Wells (nell'album Forever Young del 1974)
- Martina McBride (nell'album Everlasting del 2014)
- William Bell (nell'album The Sound of a Bell del 1967)
- Willie Nelson (nell'album Always on My Mind del 1982)